# Maalismaa kraftverksdamm (yttre)
Maalismaa kraftverksdamm (yttre) ligger vid Maalismaa vattenkraftverk i Ijo älv i kommunen Uleåborg i landskapet Norra Österbotten i Finland. Arean är 43 hektar och strandlinjen är 2,97 kilometer lång. Sjön  ingår i Ijo älvs huvudavrinningsområde.   Den ligger omkring 36 kilometer norr om Uleåborg och omkring 570 kilometer norr om Helsingfors. 
Detta avser dammen närmast kraftverket. För den övre delen, se Maalismaa kraftverksdamm.